# Бостън Ред Сокс
„Бостън Ред Сокс“ е американски бейзболен отбор от град Бостън, Масачузетс. Ред Сокс се състезават в Мейджър Лийг Бейзбол (МЛБ), като са част от Американската лига в източната дивизия. Един от първите осем отбора създали Американската лига, отборът играе домакинските си мачове на Фенуей Парк от 1912 година. Ред Сокс е на трето място в историята на МЛБ по спечелени титли, като има девет световни серии, и е участвал 13 пъти във финалните серии. Като допълнение през 1904 година, чорапите печелят Американската лига, но не получават възможност да защитят титлата си от 1903, след като Ню Йорк Джайънтс се отказва от участие. Съперничеството с Ню Йорк Янкис е едно от най-известните в американските спортове.
Собствениците на отбора Фенуей Спортс Груп притежават мажоритарните акции в английския футболен отбор Ливърпул и хокейния отбор от НХЛ Питсбърг Пенгуинс. Бостън Редс Сокс държат рекорда за най-много последователни мачове с разпродаден стадион, като от 15 май 2003 до 10 април 2013, всички домакински мачове са пред пълни трибуни - общо 820 мача (794 от редовния сезон).
До края на сезон 2023, франчайзът общо има 51.8% победи с 9 874 победи, 9 182 загуби и 83 равенства.

## Титли
- Шампиони на „Световните серии“: 1903, 1912, 1915, 1916, 1918, 2004, 2007, 2013, 2008